# コマニー
コマニー株式会社は、石川県小松市に本社を置く間仕切りなどを製造、販売、設計、施工する企業で、コマツコーサンの完全子会社。国内トップシェアは小松ウォールに次ぐ2位を誇る。

## 沿革
- 1961年 - 小松キャビネット株式会社を設立。
- 1970年 - 株式会社コマツパーティション工業に商号変更。
- 1984年 - コマニー株式会社に商号変更。
- 1989年 - 名古屋証券取引所市場第2部に上場。
- 1999年 - ISO 9001認証を取得。
- 2001年 - ISO 14001認証を取得。
- 2002年 - ユニ・チャームの子会社（当時）ユニ・ハートス（後のユニ・チャームペットケア、現：ユニ・チャーム）よりクリーンパネル事業（一部）を営業譲受。
- 2015年 - 東京証券取引所市場第2部に上場。
- 2018年 -「コマニーSDGs宣言」を発表。
- 2021年12月27日 - 名古屋証券取引所市場第2部上場廃止[1]。
- 2022年
  - 6月22日 - コマツコーサンによる株式公開買付けが成立[2]。
  - 7月28日 - 東京証券取引所スタンダード市場上場廃止[3]。
  - 8月1日 - 株式売渡請求により、コマツコーサンの完全子会社となる。

## グループ会社
- クラスター株式会社
- 海外
  - 格満林国際貿易(上海)有限公司
  - 南京捷林格建材有限公司